# Ditrichophora nectens
Ditrichophora nectens är en tvåvingeart som först beskrevs av Collin 1942.  Ditrichophora nectens ingår i släktet Ditrichophora och familjen vattenflugor.
Artens utbredningsområde är Storbritannien. Inga underarter finns listade i Catalogue of Life.